# Lonchaea taigana
Lonchaea taigana är en tvåvingeart som beskrevs av Nikolai Vasilevich Kovalev 1976. Lonchaea taigana ingår i släktet Lonchaea och familjen stjärtflugor. Inga underarter finns listade i Catalogue of Life.